# Suhodil, Huseatîn
Suhodil (în ucraineană Суходіл) este localitatea de reședință a comunei Suhodil din raionul Huseatîn, regiunea Ternopil, Ucraina.

## Demografie
Componența lingvistică a localității Suhodil
     Ucraineană (99,69%)
     Alte limbi (0,31%)
Conform recensământului din 2001, majoritatea populației localității Suhodil era vorbitoare de ucraineană (99,69%), existând în minoritate și vorbitori de alte limbi.